# Finska Lutherstiftelsen
Denna artikel handlar om Finska Lutherstiftelsen. Det finns också en artikel om Lutherstiftelsen i Sverige.
Finska Lutherstiftelsen (på finska Suomen Luther-säätiö) är en luthersk organisation inom Evangelisk-lutherska missionsstiftet i Finland vars mål är att grunda och upprätthålla församlingar runtom i landet.  Bibeln och de lutherska bekännelseskrifterna står som grund för Lutherstiftelsens lära.
Lutherstiftelsen har nära samarbete med Missionsprovinsen i Sverige. Före bildandet av Missionsstiftet år 2013 var Lutherstiftelsen understödande medlem i Missionsprovinsen. I stiftelsen arbetar även några sådana präster som fått sin prästvigning just i Missionsprovinsen. Missionsprovinsens biträdande biskop Matti Väisänen hade i uppgift att ta hand om bland annat Lutherstiftelsens församlingar åren 2010-2013.
Lutherstiftelsen är känd bland annat för sina aktiva medlemmar samt den starka kritiken mot samhällets sekularisering. Stiftelsen har fått kritik för sin verksamhet och teologi av en del inom den Evangelisk-lutherska kyrkan i Finland. Också biskoparna inom kyrkan har tidvis ställt sig kritiska till organisationen. Kritikerna menar oftast att stiftelsen har en för konservativ linje.
De flesta av Missionsstiftets församlingar tillhör också Lutherstiftelsen, som sköter om stiftets och församlingarnas ekonomi.